# Лан Пин
Лан Пин, известная также как Дженни Лан Пин (кит. упр. 郎平, пиньинь Lang Ping; 10 декабря 1960, Тяньцзинь, Китай) — китайская волейболистка и волейбольный тренер. Олимпийская чемпионка. Первый человек в истории волейбола, выигравший Олимпийские игры в качестве игрока (1984) и в качестве тренера (2016).

## Биография
Волейболом Лан Пин начала заниматься в апреле 1973 года в спортивной школе Пекинской рабочей гимназии. В 1976 включена в состав команды «Бэйцзин», за которую играла до 1986 года.
В национальной сборной Лан Пин дебютировала в 18-летнем возрасте в 1978 году. Первым успехом на международной арене для неё стала серебряная медаль Азиатских игр 1978. В следующем году Лан Пин стала чемпионкой Азии.
В 1981 году Лан Пин была игроком основного состава китайской сборной, впервые в истории выигравшей Кубок мира. Год спустя китаянки также впервые выиграли чемпионат мира, одолев в финале хозяек первенства — сборную Перу. По итогам чемпионата Лан Пин была признана самым ценным игроком турнира.
В качестве капитана сборной Китая Лан Пин в 1984 году привела свою команду к победе на Олимпийских играх и была признана лучшим игроком волейбольного турнира Олимпиады. В 1985 спортсменка второй раз стала обладателем Кубка мира, вновь получив приз самого ценного игрока.
В декабре 1985 года Лан Пин приняла участие в двух «Гала-матчах» ФИВБ, проходивших в Пекине и Шанхае, в которых сборной Китая противостояла сборная «Звёзды мира». В начале 1986 Лан Пин объявила о завершении игровой карьеры и занялась тренерской деятельностью.
В 1987 году Лан Пин уехала в США, где поступила в Университет Нью-Мексико, а также была назначена ассистентом тренера студенческой волейбольной команды. В 1989 возобновила игровую карьеру в Италии и в составе «Модены» стала обладателем Кубка страны. В 1990 году на домашнем чемпионате мира Лан Пин вновь выступала за сборную Китая и выиграла с ней серебряные медали, после чего вернулась в Нью-Мексико и продолжила тренерскую работу в университетской команде. В 1993—1995 — главный тренер японской команды «Яохан».
В 1995 году Лан Пин стала первой женщиной, возглавившей женскую сборную Китая. В том же году её подопечные стали третьими на Кубке мира, а в следующем году на Играх в Атланте завоевали серебряные награды, уступив в финале кубинкам 1:3. В 1996 Лан Пин была признана тренером года ФИВБ. В 1998 году, после чемпионата мира, на котором китаянки стали вице-чемпионками, Лан Пин покинула пост главного тренера из-за проблем со здоровьем.
В 1999—2005 Лан Пин продолжила тренерскую карьеру в Италии, где работала с тремя командами — из Модены (до 2002), Новары (2002—2004) и Ези (2005). С «Моденой» китаянка выигрывала Лигу чемпионов ЕКВ, Кубок ЕКВ, чемпионат и Кубок Италии. Две другие команды приводила к победам в Кубке Италии и «серебру» национального первенства.
В 2005 году Лан Пин возглавила национальную сборную США. Под её руководством американки дошли до финала Олимпиады-2008 (обыграв на групповом этапе китаянок), но в решающем матче уступили команде Бразилии.
В 2008—2009 Лан Пин работала в Турции главным тренером команды «ТюркТелеком» из Анкары. В 2009 вернулась в Китай и назначена наставником команды «Гуандун Эвергрэнд», с которой в 2013 выиграла клубный чемпионат Азии и «бронзу» клубного чемпионата мира.
В апреле 2013 года Лан Пин вновь возглавила сборную Китая. Под её руководством китаянки выиграли «серебро» на Гран-при, но затем потерпели чувствительное поражение на чемпионате Азии, впервые в истории оставшись бед медалей континентального первенства. В 2014 сборная Китая, серьёзно изменившая свой состав в значительной степени вернула утраченные позиции на мировой арене, выиграв серебряные награды на чемпионате мира, проходившем в Италии. В следующем году китайская команда стала обладателем Кубка мира, а в 2016 выиграла Олимпиаду в Рио-де-Жанейро. Таким образом, Лан Пин стала первой в истории волейбола, выигравшей олимпийское «золото» и Кубок мира в качестве игрока и тренера.
В январе 2017 Лан Пин перенесла операцию на ноге и ушла в отставку с поста наставника сборной Китая. В апреле того же года назначена шеф-тренером национальной команды. В 2018—2021 — вновь главный тренер сборной Китая.
18 октября 2002 года Лан Пин была включена в Волейбольный Зал славы.

### Игровая клубная карьера
- 1976—1986 —  «Бэйцзин» (Пекин);
- 1989—1990 —  «Чемар» (Модена).

### Тренерская карьера
- 1987—1989, 1992—1993 —  Университет Нью-Мексико — тренер;
- 1993—1995 —  «Яохан» — главный тренер;
- 1995—1998 —  сборная Китая — главный тренер;
- 1999—2002 —  «Модена» (Модена) — главный тренер;
- 2002—2004 —  «Асистел Воллей» (Новара) — главный тренер;
- 2005 —  «Монтескьяво» (Ези) — главный тренер;
- 2005—2008 —  сборная США — главный тренер;
- 2008—2009 —  «ТюркТелеком» (Анкара) — главный тренер;
- 2009—2014 —  «Гуандун Эвергрэнд» (Гуанчжоу) — главный тренер;
- 2013—2017 —  сборная Китая — главный тренер;
- 2017 —  сборная Китая — шеф-тренер;
- 2018—2021 —  сборная Китая — главный тренер

## Игровые достижения

### С клубами[4]
- победитель розыгрыша Кубка Италии 1989.

### Со сборной Китая
- Олимпийская чемпионка 1984.
- чемпионка мира 1982;
  - серебряный призёр чемпионата мира 1990.
- двукратный победитель розыгрышей Кубка мира — 1981, 1985.
- чемпионка Азиатских игр 1982;
  - серебряный призёр Азиатских игр 1978.
- чемпионка Азии 1979;
  - серебряный призёр чемпионата Азии 1983.

### Индивидуальные
- 1982: MVP чемпионата мира.
- 1984: MVP олимпийского волейбольного турнира.
- 1985: MVP розыгрыша Кубка мира.

## Тренерские достижения[5]

### Со сборными
Сборная Китая:
- Олимпийский чемпион 2016;
  - серебряный призёр Олимпийских игр 1996.
- двукратный серебряный призёр чемпионатов мира — 1998, 2014;
  - бронзовый призёр чемпионата мира 2018.
- двукратный победитель розыгрышей Кубка мира — 2015, 2019;
  - бронзовый призёр Кубка мира 1995.
- серебряный призёр Гран-при 2013.
- бронзовый призёр Лиги наций 2018.
- чемпионка Азиатских игр 2018.
- 3-кратная чемпионка Азии — 1995, 1997, 2015.
- победитель розыгрыша Кубка Азии 2014

Сборная США:
- серебряный призёр Олимпийских игр 2008.
- бронзовый призёр розыгрыша Кубка мира 2007.
- серебряный призёр розыгрыша Всемирного Кубка чемпионов 2005.
- чемпионка NORCECA 2005.
  - серебряный призёр чемпионата NORCECA 2007.

### С клубами
- чемпионка Италии 2000;
  - двукратный серебряный призёр чемпионатов Италии — 2003, 2004.
- двукратный победитель розыгрышей Кубка Италии — 2002, 2004;
  - серебряный призёр Кубка Италии 2000.
- победитель розыгрыша Суперкубка Италии 2003.
- бронзовый призёр чемпионата Турции 2009.
- чемпионка Китая 2012;
  - двукратный серебряный призёр чемпионатов Китая — 2011, 2013.
- бронзовый призёр клубного чемпионата мира 2013.
- победитель Лиги чемпионов ЕКВ 2001.
- двукратный победитель розыгрышей Кубка Европейской конфедерации волейбола (ЕКВ) — 2002, 2003;
  - бронзовый призёр Кубка ЕКВ 2005.
- чемпионка Азии среди клубных команд 2013.

## Личная жизнь
В 1986—1995 мужем Лан Пин был бывший игрок сборной Китая по гандболу Бай Фан. В 1992 у супругов родилась дочь Бай Лан (Лидия Бай Лан), в прошлом игравшая в волейбольной команде Стэнфордского университета (США).
В январе 2016 Лан Пин заключила брак с профессором Академии общественных наук КНР Ван Юйчэном.